# Milan Pavkov
Milan Pavkov (in serbo Милан Павков?; Novi Sad, 9 febbraio 1994) è un calciatore serbo, attaccante del Čukarički.

## Carriera
Ha iniziato la carriera nel 2012 al Novi Sad, squadra che lo ha ceduto in prestito al Mladost Bački Petrovac, dove ha giocato 25 partite e segnato 10 gol nel 2012-2013.
Ha vestito poi le maglie di ČSK Pivara, Vojvodina, Radnički Niš, Stella Rossa, ancora Radnički Niš e ancora Stella Rossa. Nel 2018-2019 con la Stella Rossa ha vinto il campionato serbo e ha giocato anche la fase a gironi della UEFA Champions League, competizione in cui ha segnato una doppietta contro il Liverpool, futuro campione d'Europa, nella vittoria per 2-0 del 6 novembre 2018.
Nel 2022 si è trasferito all'Al-Fayha, compagine saudita. Nel 2024 ha fatto ritorno in patria, al Čukarički.

## Statistiche

### Presenze e reti nei club
Statistiche aggiornate al 2 luglio 2025.
| Stagione            | Squadra             | Campionato          | Campionato | Campionato | Coppe nazionali | Coppe nazionali | Coppe nazionali | Coppe continentali | Coppe continentali | Coppe continentali | Altre coppe | Altre coppe | Altre coppe | Totale | Totale |
| Stagione            | Squadra             | Comp                | Pres       | Reti       | Comp            | Pres            | Reti            | Comp               | Pres               | Reti               | Comp        | Pres        | Reti        | Pres   | Reti   |
| ------------------- | ------------------- | ------------------- | ---------- | ---------- | --------------- | --------------- | --------------- | ------------------ | ------------------ | ------------------ | ----------- | ----------- | ----------- | ------ | ------ |
| 2013-2014           | ČSK Pivara          | 3D                  | 27         | 8          | -               | -               | -               | -                  | -                  | -                  | -           | -           | -           | 27     | 8      |
| 2014-2015           | ČSK Pivara          | 3D                  | 27         | 18         | -               | -               | -               | -                  | -                  | -                  | -           | -           | -           | 27     | 18     |
| Totale ČSK Pivara   | Totale ČSK Pivara   | Totale ČSK Pivara   | 54         | 26         |                 | -               | -               |                    | -                  | -                  |             | -           | -           | 54     | 26     |
| 2015-2016           | Vojvodina           | SL                  | 13         | 0          | KS              | 1               | 0               | UEL                | 1                  | 0                  | -           | -           | -           | 15     | 0      |
| 2016-gen. 2017      | Radnički Niš        | SL                  | 20         | 5          | KS              | 1               | 0               | -                  | -                  | -                  | -           | -           | -           | 21     | 5      |
| gen.-giu. 2017      | Stella Rossa        | SL                  | 1          | 0          | KS              | 0               | 0               | -                  | -                  | -                  | -           | -           | -           | 1      | 0      |
| giu.-lug. 2017      | Stella Rossa        | SL                  | 0          | 0          | KS              | 1               | 0               | -                  | -                  | -                  | -           | -           | -           | 1      | 0      |
| 2017-2018           | Radnički Niš        | SL                  | 33         | 23         | KS              | 1               | 0               | -                  | -                  | -                  | -           | -           | -           | 34     | 23     |
| Totale Radnički Niš | Totale Radnički Niš | Totale Radnički Niš | 53         | 28         |                 | 2               | 0               |                    | -                  | -                  |             | -           | -           | 55     | 28     |
| 2018-2019           | Stella Rossa        | SL                  | 27         | 12         | KS              | 4               | 1               | UCL                | 8                  | 2                  | -           | -           | -           | 39     | 15     |
| 2019-2020           | Stella Rossa        | SL                  | 20         | 7          | KS              | 1               | 0               | UCL                | 8                  | 2                  | -           | -           | -           | 29     | 9      |
| 2020-2021           | Stella Rossa        | SL                  | 25         | 14         | KS              | 2               | 0               | UCL+UEL            | 0+3                | 0+1                | -           | -           | -           | 30     | 15     |
| 2021-2022           | Stella Rossa        | SL                  | 29         | 11         | KS              | 5               | 1               | UCL+UEL            | 1+8                | 0+2                | -           | -           | -           | 43     | 14     |
| ago.2022            | Stella Rossa        | SL                  | 4          | 5          | KS              | 0               | 0               | UCL                | 3                  | 1                  | -           | -           | -           | 7      | 6      |
| Totale Stella Rossa | Totale Stella Rossa | Totale Stella Rossa | 105        | 49         |                 | 13              | 2               |                    | 31                 | 8                  |             | -           | -           | 148    | 59     |
| 2022-2023           | Al-Fayha            | SPL                 | 23         | 1          | KCC             | 1               | 0               | -                  | -                  | -                  | SS          | 2           | 0           | 26     | 1      |
| 2023-gen. 2024      | Al-Fayha            | SPL                 | 3          | 0          | KCC             | 0               | 0               | ACL                | 1                  | 0                  | -           | -           | -           | 4      | 0      |
| Totale Al Fayha     | Totale Al Fayha     | Totale Al Fayha     | 26         | 1          |                 | 1               | 0               |                    | 1                  | 0                  |             | 2           | 0           | 30     | 1      |
| gen.-giu. 2024      | Čukarički           | SL                  | 8          | 2          | KS              | 1               | 0               | UECL               | -                  | -                  | -           | -           | -           | 9      | 2      |
| 2024-2025           | Čukarički           | SL                  | 18         | 1          | KS              | 0               | 0               | -                  | -                  | -                  | -           | -           | -           | 18     | 1      |
| Totale Cukaricki    | Totale Cukaricki    | Totale Cukaricki    | 26         | 3          |                 | 1               | 0               |                    | -                  | -                  |             | -           | -           | 27     | 3      |
| Totale carriera     | Totale carriera     | Totale carriera     | 277        | 106        |                 | 18              | 2               |                    | 33                 | 8                  |             | 2           | 0           | 330    | 116    |

### Cronologia presenze e reti in nazionale
| Cronologia completa delle presenze e delle reti in nazionale ― Serbia | Cronologia completa delle presenze e delle reti in nazionale ― Serbia | Cronologia completa delle presenze e delle reti in nazionale ― Serbia | Cronologia completa delle presenze e delle reti in nazionale ― Serbia | Cronologia completa delle presenze e delle reti in nazionale ― Serbia | Cronologia completa delle presenze e delle reti in nazionale ― Serbia | Cronologia completa delle presenze e delle reti in nazionale ― Serbia | Cronologia completa delle presenze e delle reti in nazionale ― Serbia |
| Data                                                                  | Città                                                                 | In casa                                                               | Risultato                                                             | Ospiti                                                                | Competizione                                                          | Reti                                                                  | Note                                                                  |
| --------------------------------------------------------------------- | --------------------------------------------------------------------- | --------------------------------------------------------------------- | --------------------------------------------------------------------- | --------------------------------------------------------------------- | --------------------------------------------------------------------- | --------------------------------------------------------------------- | --------------------------------------------------------------------- |
| 20-3-2019                                                             | Wolfsburg                                                             | Germania                                                              | 1 – 1                                                                 | Serbia                                                                | Amichevole                                                            | -                                                                     | 71’                                                                   |
| Totale                                                                |                                                                       | Presenze                                                              | 1                                                                     |                                                                       | Reti                                                                  | 0                                                                     |                                                                       |

## Palmarès

### Club

#### Competizioni nazionali
- Campionato serbo: 3

Stella Rossa: 2018-2019, 2019-2020, 2020-2021
- Coppa di Serbia: 2

Stella Rossa: 2020-2021, 2021-2022

#### Competizioni regionali
- Campionato serbo di terza serie girone Vojvodina: 1

ČSK Pivara: 2014-2015